# Liste des présidents et vice-présidents du Conseil d'État
La présidence du Conseil d'État français a été successivement confiée à différentes autorités. Depuis 1872, le membre du Conseil d'État ayant le rang le plus élevé porte le titre de vice-président mais certaines formations solennelles du Conseil d'État peuvent être présidées par le Premier ministre ou par le garde des Sceaux, ministre de la Justice.

## Présidence
Pendant le Premier Empire, le Conseil d'État est d'abord présidé, lorsque Napoléon Bonaparte n'est pas présent, par Cambacérès, archichancelier de l'Empire. 
Durant la Restauration, la présidence est exercée par le chancelier de France :
- 1814-29 le vicomte Charles Henri Dambray,
- 1829-30 le marquis Emmanuel de Pastoret.

Après la Révolution de Juillet, le ministre de l'Instruction publique et des cultes se voit également attribué la présidence du Conseil d'État : 
- 11 août - 2 novembre 1830 Victor, duc de Broglie (1er gouvernement Louis-Philippe Ier),
- 2 - 27 novembre 1830 Joseph Mérilhou (Gouvernement de Jacques Laffitte),
- 27 novembre 1830 - 2 avril 1831 Félix Barthe (Gouvernement de Jacques Laffitte).

L'ordonnance du 2 avril 1831 confie la présidence du Conseil d'État au ministre de la Justice:
- 2 avril 1831 - 11 octobre 1832 : Félix Barthe (il conserve le titre de ministre présidant le Conseil d'État),
- 11 octobre 1832 - 4 avril 1834 : Félix Barthe (il est secondé par un vice président, voir ci-dessous),
- 4 avril 1834 - 22 février 1836 : Jean-Charles Persil,
- 22 février 1836 - 6 septembre 1836 : Paul Jean Pierre Sauzet,
- 6 septembre 1836 - 15 avril 1837 : Jean-Charles Persil,
- 15 avril 1837 - 31 mars 1839 : Félix Barthe,
- 31 mars 1839 - 12 mai 1839 : Amédée Girod de l'Ain,
- 12 mai 1839 - 1er mars 1840 : Jean-Baptiste Teste,
- 1er mars 1840 - 29 octobre 1840 : Alexandre-François Vivien,
- 29 octobre 1840 - 12 mars 1847 : Nicolas Martin du Nord,
- 14 mars 1847 - 24 février 1848 : Michel Hébert.

Durant la Deuxième République, le vice-président de la République préside de droit le Conseil d’État :
- 20 janvier 1849 - 2 décembre 1851 Henri Georges Boulay de la Meurthe.

Durant le Second Empire, la présidence est assurée de nouveau par un ministre présidant le Conseil d'État :
- 30 décembre 1852 - 23 juin 1863 Pierre Jules Baroche (vice-président en 1852),
- 23 juin - 18 octobre 1863 Eugène Rouher (vice-président de 1852 à 1855),
- 18 octobre 1863 - 28 septembre 1864 Gustave Rouland,
- 28 septembre 1864 - 17 juillet 1869 Adolphe Vuitry,
- 17 juillet 1869 - 2 janvier 1870 Prosper de Chasseloup-Laubat,
- 2 janvier - 10 août 1870 Félix Esquirou de Parieu (Gouvernement Émile Ollivier), (vice-président de 1855 à 1870),
- 10 août - 4 septembre 1870 Julien-Henri Busson-Billault (Gouvernement Palikao).

A la chute du Second Empire, Ferdinand de Jouvencel devient président de la commission provisoire remplaçant le Conseil d'État (4 septembre 1870 au 2 juillet 1871). En 1871, Jules Dufaure, vice-président du Conseil des ministres et ministre de la Justice, devient président du conseil d'État jusqu'à la réorganisation de l'institution par une loi du 24 mai 1872. Cette dernière prévoit que le Conseil d'État est présidé par le vice-président du Conseil d'État, nommé par décret en Conseil des ministres parmi les conseillers d'État ; l'assemblée générale du Conseil peut cependant être présidée par le ministre de la Justice,,. 
Sous la Ve République, le président du Conseil d'État français est le Premier ministre ou bien le ministre de la Justice, ès qualités.

## Vice-présidence
L'ordonnance du 18 septembre 1839 crée officiellement le poste de vice-président. Cette charge est successivement confiée à :
- Amédée Girod de l'Ain (18 septembre 1839 - 27 décembre 1847), jusqu'alors président de l'institution depuis le 11 octobre 1832.
- Louis Marie de Lahaye, vicomte de Cormenin (28 février 1848 - 24 juin 1848)
- Alexandre-François Vivien (24 juin 1848 - 2 décembre 1851)

Durant le second Empire sont nommés vice-présidents :
- Pierre Jules Baroche (25 janvier 1852 - 30 décembre 1852)
- Eugène Rouher (30 décembre 1852 - 3 février 1855)
- Félix Esquirou de Parieu (3 février 1855  - 4 septembre 1870)

Après la réorganisation du Conseil d'Etat en 1872, sont nommés vice-présidents : 
- Odilon Barrot (1872-1873)
- Paul Andral (1874-1879)
- Faustin Hélie (1879-1884)
- Charles Ballot (1885-1886)[JORF 1]
- Édouard Laferrière (1886-1898)[JORF 2]
- Georges Coulon (1898-1912)[JORF 3]
- Alfred Picard (1912-1913)[JORF 4]
- René Marguerie (1913-1919)[JORF 5]
- Henry Hébrard de Villeneuve (1919-1923)[JORF 6]
- Clément Colson (1923-1928)[JORF 7]
- Théodore Tissier (1928-1937)[JORF 8]
- Georges Pichat (1937-1938)[JORF 9]
- Alfred Porché (1938-1944)[JORF 10]
- René Cassin (1944-1960)[JORF 11]
- Alexandre Parodi (1960-1971)[JORF 12]
- Bernard Chenot (1971-1979)[JORF 13]
- Christian Chavanon (1979-1981)[JORF 14]
- Marc Barbet (1981-1982)[JORF 15]
- Pierre Nicolaÿ (1982-1987)[JORF 16]
- Marceau Long (1987-1995)[JORF 17]
- Renaud Denoix de Saint Marc (1995-2006)[JORF 18]
- Jean-Marc Sauvé (3 octobre 2006[JORF 19] - 29 mai 2018[JORF 20])
- Bruno Lasserre (29 mai 2018[6] au 5 janvier 2022[7])
- Didier Tabuteau (depuis le 5 janvier 2022)[8].

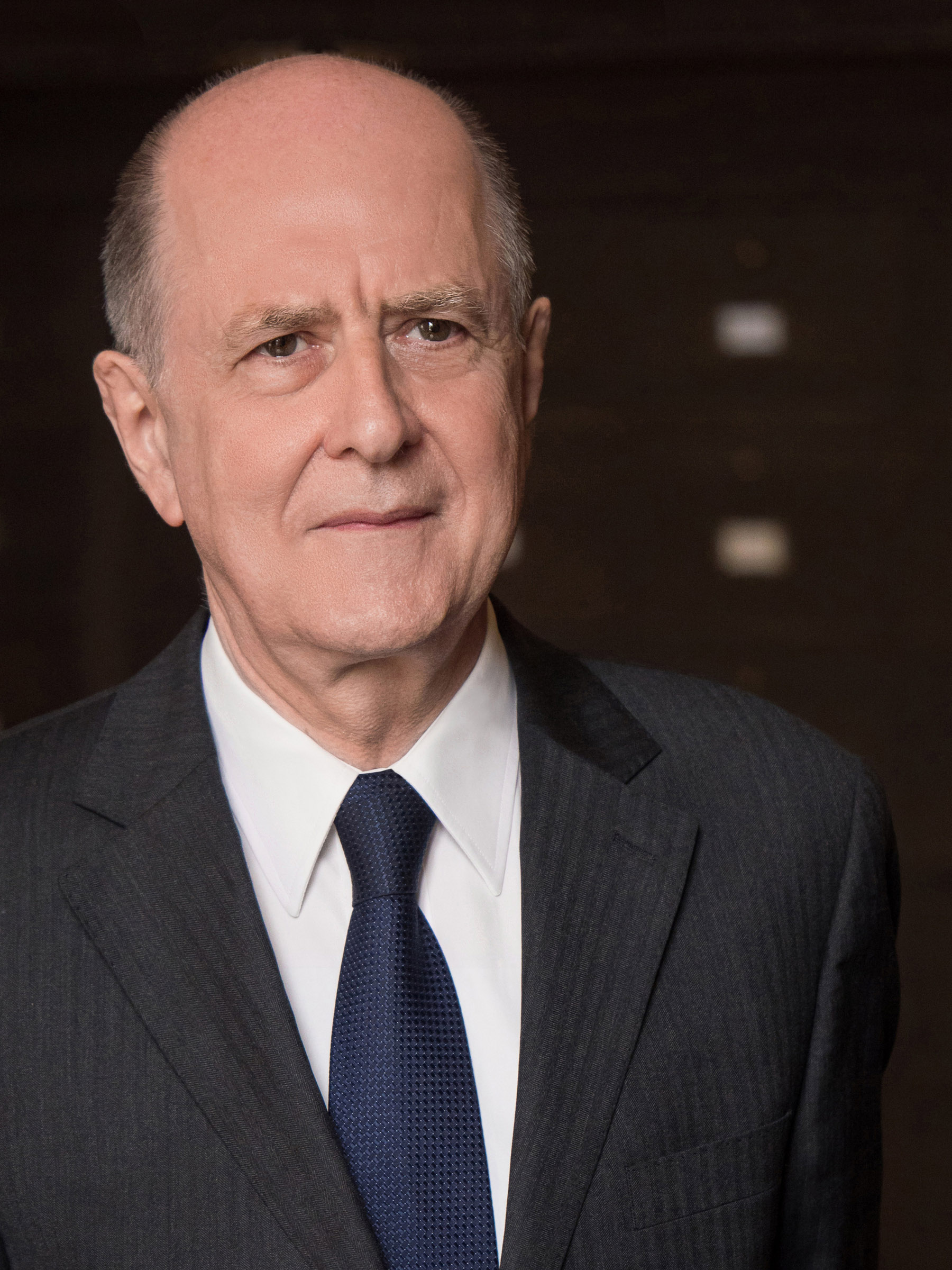
Jean-Marc Sauvé est le vice-président du Conseil d'État entre 2006 et 2018